# Hoplismenus
Genre
Hoplismenus est un genre d'insectes hyménoptères de la famille des ichneumonidés.

## Espèces présentes en Europe
- Hoplismenus axillatorius (Thunberg 1824)
- Hoplismenus bidentatus (Gmelin 1790)
- Hoplismenus bispinatorius (Thunberg 1824)
- Hoplismenus caucasicus (Clément 1927)
- Hoplismenus cornix Kriechbaumer 1890
- Hoplismenus krapinensis Hensch 1928
- Hoplismenus lamprolabus Wesmael 1857
- Hoplismenus pica Wesmael 1855
- Hoplismenus simulator Kokujev 1909
- Hoplismenus terrificus Wesmael 1848
- Hoplismenus tyrolensis (Clément 1927)